# Steve (film)
Steve (v anglickém originále Steve) je britský krátkometrážní film z roku 2010. Režisérem filmu je Rupert Friend. Hlavní role ve filmu ztvárnili Colin Firth, Keira Knightley a Tom Mison.

## Obsazení
| Colin Firth     | Steve |
| Keira Knightley | žena  |
| Tom Mison       | muž   |